# Eleições autárquicas portuguesas de 1985 no distrito de Portalegre
| Eleições autárquicas portuguesas de 1985 Distritos: Aveiro \| Beja \| Braga \| Bragança \| Castelo Branco \| Coimbra \| Évora \| Faro \| Guarda \| Leiria \| Lisboa \| Portalegre \| Porto \| Santarém \| Setúbal \| Viana do Castelo \| Vila Real \| Viseu \| Açores \| Madeira |

## Resultados por concelho
Os resultados nos concelhos do distrito de Portalegre foram os seguintes:

### Alter do Chão
| Partido                 | Partido                       | Votos | %               | +/-  | Vereadores | +/-     |
| ----------------------- | ----------------------------- | ----- | --------------- | ---- | ---------- | ------- |
|                         | Partido Socialista            | 1 129 | 35,66 / 100,00  | 2,29 | 2 / 5      | Estável |
|                         | Aliança Povo Unido            | 1 024 | 32,34 / 100,00  | 2,25 | 2 / 5      | 1       |
|                         | Partido Social Democrata      | 748   | 23,63 / 100,00  | -    | 1 / 5      | -       |
|                         | Partido Renovador Democrático | 137   | 4,33 / 100,00   | Novo | 0 / 5      | Novo    |
| Votos Inválidos         | Votos Inválidos               | 128   | 4,04 / 100,00   | 1,63 |            |         |
| Total                   | Total                         | 3 166 | 100,00 / 100,00 |      | 5 / 5      |         |
| Eleitorado/Participação | Eleitorado/Participação       | 4 142 | 76,44 / 100,00  | 1,47 |            |         |

### Arronches
| Partido                 | Partido                  | Votos | %               | +/-   | Vereadores | +/-     |
| ----------------------- | ------------------------ | ----- | --------------- | ----- | ---------- | ------- |
|                         | Partido Socialista       | 1 117 | 43,23 / 100,00  | 13,21 | 2 / 5      | 1       |
|                         | Partido Social Democrata | 931   | 36,03 / 100,00  | -     | 2 / 5      | -       |
|                         | Aliança Povo Unido       | 477   | 18,46 / 100,00  | 4,03  | 1 / 5      | Estável |
| Votos Inválidos         | Votos Inválidos          | 59    | 2,28 / 100,00   | 1,47  |            |         |
| Total                   | Total                    | 2 584 | 100,00 / 100,00 |       | 5 / 5      |         |
| Eleitorado/Participação | Eleitorado/Participação  | 3 493 | 73,98 / 100,00  | 1,95  |            |         |

### Avis
| Partido                 | Partido                  | Votos | %               | +/-  | Vereadores | +/- |
| ----------------------- | ------------------------ | ----- | --------------- | ---- | ---------- | --- |
|                         | Aliança Povo Unido       | 2 742 | 67,52 / 100,00  | 5,56 | 4 / 5      | 1   |
|                         | Partido Social Democrata | 677   | 16,67 / 100,00  | -    | 1 / 5      | -   |
|                         | Partido Socialista       | 499   | 12,29 / 100,00  | 5,93 | 0 / 5      | 1   |
| Votos Inválidos         | Votos Inválidos          | 143   | 3,52 / 100,00   | 1,12 |            |     |
| Total                   | Total                    | 4 061 | 100,00 / 100,00 |      | 5 / 5      |     |
| Eleitorado/Participação | Eleitorado/Participação  | 4 731 | 85,84 / 100,00  | 0,13 |            |     |

### Campo Maior
| Partido                 | Partido                  | Votos | %               | +/-  | Vereadores | +/-     |
| ----------------------- | ------------------------ | ----- | --------------- | ---- | ---------- | ------- |
|                         | Partido Socialista       | 2 847 | 54,48 / 100,00  | 1,21 | 3 / 5      | Estável |
|                         | Aliança Povo Unido       | 1 866 | 35,71 / 100,00  | 1,03 | 2 / 5      | Estável |
|                         | Partido Social Democrata | 388   | 7,42 / 100,00   | 0,10 | 0 / 5      | Estável |
| Votos Inválidos         | Votos Inválidos          | 125   | 2,39 / 100,00   | 0,28 |            |         |
| Total                   | Total                    | 5 226 | 100,00 / 100,00 |      | 5 / 5      |         |
| Eleitorado/Participação | Eleitorado/Participação  | 6 679 | 78,25 / 100,00  | 1,94 |            |         |

### Castelo de Vide
| Partido                 | Partido                 | Votos | %               | +/-   | Vereadores | +/-     |
| ----------------------- | ----------------------- | ----- | --------------- | ----- | ---------- | ------- |
|                         | Partido Socialista      | 1 950 | 76,83 / 100,00  | 11,60 | 4 / 5      | Estável |
|                         | Aliança Povo Unido      | 434   | 17,10 / 100,00  | 3,22  | 1 / 5      | 1       |
| Votos Inválidos         | Votos Inválidos         | 154   | 6,07 / 100,00   | 0,89  |            |         |
| Total                   | Total                   | 2 538 | 100,00 / 100,00 |       | 5 / 5      |         |
| Eleitorado/Participação | Eleitorado/Participação | 3 612 | 70,27 / 100,00  | 1,83  |            |         |

### Crato
| Partido                 | Partido                 | Votos | %               | +/-  | Vereadores | +/-     |
| ----------------------- | ----------------------- | ----- | --------------- | ---- | ---------- | ------- |
|                         | Partido Socialista      | 1 685 | 49,68 / 100,00  | 0,63 | 3 / 5      | Estável |
|                         | Aliança Povo Unido      | 1 502 | 44,28 / 100,00  | 1,33 | 2 / 5      | Estável |
| Votos Inválidos         | Votos Inválidos         | 205   | 6,04 / 100,00   | 1,96 |            |         |
| Total                   | Total                   | 3 392 | 100,00 / 100,00 |      | 5 / 5      |         |
| Eleitorado/Participação | Eleitorado/Participação | 4 540 | 74,71 / 100,00  | 1,21 |            |         |

### Elvas
| Partido                 | Partido                       | Votos  | %               | +/-  | Vereadores | +/-     |
| ----------------------- | ----------------------------- | ------ | --------------- | ---- | ---------- | ------- |
|                         | Partido Social Democrata      | 5 846  | 46,64 / 100,00  | -    | 4 / 7      | -       |
|                         | Aliança Povo Unido            | 2 766  | 22,07 / 100,00  | 8,38 | 2 / 7      | Estável |
|                         | Partido Socialista            | 2 420  | 19,31 / 100,00  | 1,71 | 1 / 7      | 1       |
|                         | Partido Renovador Democrático | 1 173  | 9,36 / 100,00   | Novo | 0 / 7      | Novo    |
| Votos Inválidos         | Votos Inválidos               | 329    | 2,62 / 100,00   | 1,43 |            |         |
| Total                   | Total                         | 12 534 | 100,00 / 100,00 |      | 7 / 7      |         |
| Eleitorado/Participação | Eleitorado/Participação       | 20 165 | 62,16 / 100,00  | 7,51 |            |         |

### Fronteira
| Partido                 | Partido                  | Votos | %               | +/-   | Vereadores | +/-     |
| ----------------------- | ------------------------ | ----- | --------------- | ----- | ---------- | ------- |
|                         | Partido Social Democrata | 1 329 | 44,17 / 100,00  | 22,68 | 2 / 5      | 1       |
|                         | Partido Socialista       | 917   | 30,48 / 100,00  | 27,17 | 2 / 5      | 1       |
|                         | Aliança Povo Unido       | 681   | 22,63 / 100,00  | 6,02  | 1 / 5      | Estável |
| Votos Inválidos         | Votos Inválidos          | 82    | 2,73 / 100,00   | 1,52  |            |         |
| Total                   | Total                    | 3 009 | 100,00 / 100,00 |       | 5 / 5      |         |
| Eleitorado/Participação | Eleitorado/Participação  | 3 561 | 84,50 / 100,00  | 4,11  |            |         |

### Gavião
| Partido                 | Partido                       | Votos | %               | +/-  | Vereadores | +/-  |
| ----------------------- | ----------------------------- | ----- | --------------- | ---- | ---------- | ---- |
|                         | Partido Socialista            | 2 259 | 58,30 / 100,00  | 4,02 | 4 / 5      | 1    |
|                         | Partido Renovador Democrático | 571   | 14,74 / 100,00  | Novo | 1 / 5      | Novo |
|                         | Aliança Povo Unido            | 474   | 12,23 / 100,00  | 3,58 | 0 / 5      | 1    |
|                         | Partido Social Democrata      | 395   | 10,19 / 100,00  | -    | 0 / 5      | -    |
| Votos Inválidos         | Votos Inválidos               | 176   | 4,54 / 100,00   | 1,11 |            |      |
| Total                   | Total                         | 3 875 | 100,00 / 100,00 |      | 5 / 5      |      |
| Eleitorado/Participação | Eleitorado/Participação       | 5 758 | 67,30 / 100,00  | 0,90 |            |      |

### Marvão
| Partido                 | Partido                       | Votos | %               | +/-   | Vereadores | +/-     |
| ----------------------- | ----------------------------- | ----- | --------------- | ----- | ---------- | ------- |
|                         | Partido Social Democrata      | 1 651 | 58,03 / 100,00  | -     | 4 / 5      | -       |
|                         | Partido Socialista            | 706   | 24,82 / 100,00  | 24,33 | 1 / 5      | 2       |
|                         | Aliança Povo Unido            | 194   | 6,82 / 100,00   | 1,86  | 0 / 5      | Estável |
|                         | Partido Renovador Democrático | 183   | 6,43 / 100,00   | Novo  | 0 / 5      | Novo    |
| Votos Inválidos         | Votos Inválidos               | 111   | 3,90 / 100,00   | 0,64  |            |         |
| Total                   | Total                         | 2 845 | 100,00 / 100,00 |       | 5 / 5      |         |
| Eleitorado/Participação | Eleitorado/Participação       | 4 321 | 65,84 / 100,00  | 0,86  |            |         |

### Monforte
| Partido                 | Partido                       | Votos | %               | +/-  | Vereadores | +/-     |
| ----------------------- | ----------------------------- | ----- | --------------- | ---- | ---------- | ------- |
|                         | Partido Socialista            | 1 210 | 47,83 / 100,00  | 0,44 | 3 / 5      | Estável |
|                         | Partido Renovador Democrático | 747   | 29,53 / 100,00  | Novo | 1 / 5      | Novo    |
|                         | Aliança Povo Unido            | 473   | 18,70 / 100,00  | 3,05 | 1 / 5      | Estável |
| Votos Inválidos         | Votos Inválidos               | 100   | 3,95 / 100,00   | 0,16 |            |         |
| Total                   | Total                         | 2 530 | 100,00 / 100,00 |      | 5 / 5      |         |
| Eleitorado/Participação | Eleitorado/Participação       | 3 378 | 74,90 / 100,00  | 3,70 |            |         |

### Nisa
| Partido                 | Partido                       | Votos | %               | +/-   | Vereadores | +/-     |
| ----------------------- | ----------------------------- | ----- | --------------- | ----- | ---------- | ------- |
|                         | Aliança Povo Unido            | 3 468 | 49,45 / 100,00  | 13,50 | 3 / 5      | 1       |
|                         | Partido Socialista            | 2 670 | 38,07 / 100,00  | 6,71  | 2 / 5      | Estável |
|                         | Partido Renovador Democrático | 489   | 6,97 / 100,00   | Novo  | 0 / 5      | Novo    |
| Votos Inválidos         | Votos Inválidos               | 386   | 5,51 / 100,00   | 0,76  |            |         |
| Total                   | Total                         | 7 013 | 100,00 / 100,00 |       | 5 / 5      |         |
| Eleitorado/Participação | Eleitorado/Participação       | 9 313 | 75,30 / 100,00  | 0,50  |            |         |

### Ponte de Sôr
| Partido                 | Partido                  | Votos  | %               | +/-   | Vereadores | +/- |
| ----------------------- | ------------------------ | ------ | --------------- | ----- | ---------- | --- |
|                         | Aliança Povo Unido       | 6 526  | 58,25 / 100,00  | 1,55  | 4 / 7      | 1   |
|                         | Partido Social Democrata | 4 346  | 38,79 / 100,00  | 15,09 | 3 / 7      | 2   |
| Votos Inválidos         | Votos Inválidos          | 332    | 2,96 / 100,00   | 0,93  |            |     |
| Total                   | Total                    | 11 204 | 100,00 / 100,00 |       | 7 / 7      |     |
| Eleitorado/Participação | Eleitorado/Participação  | 15 469 | 72,43 / 100,00  | 2,08  |            |     |

### Portalegre
| Partido                 | Partido                       | Votos  | %               | +/-  | Vereadores | +/-  |
| ----------------------- | ----------------------------- | ------ | --------------- | ---- | ---------- | ---- |
|                         | Partido Socialista            | 6 753  | 41,48 / 100,00  | 3,44 | 4 / 7      | 1    |
|                         | Partido Social Democrata      | 6 108  | 37,52 / 100,00  | -    | 3 / 7      | -    |
|                         | Aliança Povo Unido            | 1 611  | 9,90 / 100,00   | 4,37 | 0 / 7      | 1    |
|                         | Partido Renovador Democrático | 1 051  | 6,46 / 100,00   | Novo | 0 / 7      | Novo |
|                         | Centro Democrático Social     | 394    | 2,42 / 100,00   | -    | 0 / 7      | -    |
| Votos Inválidos         | Votos Inválidos               | 362    | 2,23 / 100,00   | 1,10 |            |      |
| Total                   | Total                         | 16 279 | 100,00 / 100,00 |      | 7 / 7      |      |
| Eleitorado/Participação | Eleitorado/Participação       | 22 175 | 73,41 / 100,00  | 3,69 |            |      |

### Sousel
| Partido                 | Partido                  | Votos | %               | +/-  | Vereadores | +/-     |
| ----------------------- | ------------------------ | ----- | --------------- | ---- | ---------- | ------- |
|                         | Partido Social Democrata | 2 627 | 57,22 / 100,00  | 4,56 | 3 / 5      | Estável |
|                         | Aliança Povo Unido       | 1 538 | 33,50 / 100,00  | 2,31 | 2 / 5      | Estável |
|                         | Partido Socialista       | 289   | 6,29 / 100,00   | 0,22 | 0 / 5      | Estável |
| Votos Inválidos         | Votos Inválidos          | 137   | 2,98 / 100,00   | 0,23 |            |         |
| Total                   | Total                    | 4 591 | 100,00 / 100,00 |      | 5 / 5      |         |
| Eleitorado/Participação | Eleitorado/Participação  | 5 698 | 80,57 / 100,00  | 0,17 |            |         |